# Monachoda grossa
Monachoda grossa är en kackerlacksart som först beskrevs av Carl Peter Thunberg 1826.  Monachoda grossa ingår i släktet Monachoda och familjen jättekackerlackor. Inga underarter finns listade i Catalogue of Life.